# Chaplin (film)
Chaplin is een biografische dramafilm uit 1992 onder regie van Richard Attenborough. Het verhaal werd geïnspireerd door het leven van Charlie Chaplin en het boek Chaplin His Life and Art over hem van David Robinson.
Chaplin werd genomineerd voor onder meer Oscars voor beste mannelijke hoofdrol (Robert Downey jr.), beste originele muziek en beste artdirection. Hoofdrolspeler Downey jr. won daadwerkelijk een BAFTA Award voor zijn rol en werd hiervoor door de London Critics Circle uitgeroepen tot acteur van het jaar.

## Verhaal
Het leven en de avonturen van de legendarische filmmaker en acteur Charlie Chaplin. De film volgt zijn werken van het begin tot eind, beginnend in Engeland en eindigend in Amerika. Het beschrijft dat hoewel Chaplin een groot komiek was, zijn leven meer drama bevatte.

## Rolverdeling
| Acteur              | Personage                  | Opmerkingen                                      |
| ------------------- | -------------------------- | ------------------------------------------------ |
| Robert Downey jr.   | Charlie Chaplin            |                                                  |
| Geraldine Chaplin   | Hannah Chaplin             | Moeder van Charlie                               |
| Paul Rhys           | Sydney Chaplin             | Oudere halfbroer van Charlie                     |
| John Thaw           | Fred Karno                 | theaterimpresario                                |
| Moira Kelly         | Hetty Kelly / Oona O'Neill |                                                  |
| Anthony Hopkins     | George Hayden              |                                                  |
| Dan Aykroyd         | Mack Sennett               | Filmregisseur                                    |
| Marisa Tomei        | Mabel Normand              | Filmactrice                                      |
| Penelope Ann Miller | Edna Purviance             | Filmactrice en vriendin van Charlie              |
| Kevin Kline         | Douglas Fairbanks          | Filmacteur en mede-oprichter van United Artists  |
| Matthew Cottle      | Stan Laurel                | Filmacteur en understudy van Charlie             |
| Maria Pitillo       | Mary Pickford              | Filmactrice en mede-oprichter van United Artists |
| Milla Jovovich      | Mildred Harris             | Filmactrice en echtgenote van Charlie            |
| Kevin Dunn          | J. Edgar Hoover            | Directeur van de FBI                             |
| Deborah Moore       | Lita Grey                  | Filmactrice en echtgenote van Charlie            |
| Diane Lane          | Paulette Goddard           | Filmactrice en echtgenote van Charlie            |
| Nancy Travis        | Joan Barry                 | Filmactrice en maîtresse van Charlie             |
| James Woods         | Joseph Scott               | Advocaat van Joan Barry                          |
| David Duchovny      | Roland Totheroh            | Cameraman van Charlie                            |

## Muziek
De filmmuziek werd gecomponeerd door John Barry.